# Uraraneida
Uraraneida là một bộ thuộc lớp Hình nhện đã tuyệt chủng, với hóa thạch có niên đại từ thời Devon giữa, Permi và có thể cả Creta. Có hai chi nằm chắc trong bộ này: Attercopus ở Hoa Kỳ và Permarachne ở Nga. Năm 2018, chi thứ ba, Chimerarachne từ lớp đá kỷ Creta của Myanmar, được đề xuất xếp vào bộ này, nhưng điều này còn chưa dứt khoát. Khi hóa thạch đầu tiên được khai quật, chúng được xác định là nhện.

## Đặc điểm
Hóa thạch đầu tiên được phát hiện ở Gilboa, New York. Năm 1987, nó tạm được xếp vào bộ Trigonotarbida và mang tên Gelasinotarbus? fimbriunguis. Sau, dựa trên phần mà khi đó được cho là cơ quan nhả tơ, nó bị chuyển sang bộ Nhện với tên mới Attercopus fimbriunguis. Những cá thể khác nữa dần được tìm thấy, đem nghiên cứu kĩ lưỡng, những nét sai khác của chúng với nhện dần lộ ra. Chúng có cơ quan tạo tơ, nhưng nó lại gắn vào tấm bụng, không giống với cơ quan của nhện. Chúng cũng có "đuôi" hay "roi" ở cuối bụng, một đặc điểm không thấy ở nhện nhưng có ở vài nhóm Hình nhện khác, như bò cạp roi.

## Phân loại
Một nghiên cứu 2014 xếp Uraraneida vào Tetrapulmonata. Tetrapulmonata chia làm hai nhánh,  trong đó nhánh Serikodiastida bao gồm Uraraneida và Araneae (bộ Nhện) - hai bộ mà các loài có thể tạo ra và dùng tơ.
Một mẫu phân loại khác do Wunderlich đề xuất năm 2015, biến Uraraneida thành một phân bộ của Araneae.
| Selden et al.                                     | Wunderlich                                      |
| ------------------------------------------------- | ----------------------------------------------- |
| nhánh Serikodiastida - bộ Uraraneida - bộ Araneae | bộ Araneae - phân bộ Uraraneida - phân Araneida |

## Chi và loài
Dunlop và đồng nghiệp (2015) chỉ công nhận hai loài:
- Attercopus Selden & Shear, 1991
  - Attercopus fimbriunguis (Shear, Selden & Rolfe, 1987) – kỷ Devon; Gilboa, New York
- Permarachne Eskov & Selden, 2005
  - Permarachne novokshonovi Eskov & Selden, 2005 – kỷ Permi; Matveyevka, vùng Perm, Nga

Huang và đồng nghiệp (2018) xếp một loài nữa vào bộ này:
- Chimerarachne
  - Chimerarachne yingi – kỷ Creta; trong hộ phách Myanmar